# Vyjayanthimala
 (août 2024).
Vyjayanthimala, née le 13 août 1936, est une actrice du cinéma indien, chanteuse carnatique, danseuse de bharata natyam, chorégraphe et une parlementaire indienne. Vyjayanthimala est devenue l'une des actrices les plus en vue du cinéma de l'Inde du Sud et de l'âge d'or de Bollywood. Elle est connue comme l'une des actrices principales les plus emblématiques de tous les temps. Elle est la première star à changer complètement la norme et le style de la danse dans le cinéma indien. Grâce à elle, plus tard, les actrices de cinéma indiennes devaient connaître la danse classique. Elle est aussi la première actrice sud-indienne à devenir une star de Bollywood et à avoir ouvert la voie à d'autres actrices sud-indiennes pour qu'elles fassent leur entrée à Bollywood. Danseuse accomplie, Vyjayanthimala est l'une de celles qui ont introduit la danse semi-classique à Bollywood. Les numéros de danse qu'elle a enchaînés dans ses films lui ont valu le titre de twinkle toes (en français : orteils scintillants).
Vyjayanthimala fait ses débuts à l'écran, à l'âge de 15 ans, dans le film tamoul Vaazhkai (1949) puis dans le film télougou Jeevitham, en 1950. Elle joue aussi dans les films bollywoodiens Bahar et Ladki. Après le succès de Nagin, Vyjayanthimala s'impose comme l'une des principales actrices de Bollywood tout en faisant des incursions dans des films tamouls et télougous à succès. Après s'être établie avec succès comme actrice commerciale, Vyjayanthimala apparait dans Devdas, jouant le rôle de Chandramukhi (en), la prostituée au cœur d'or (en), en 1955.  Dans son premier rôle dramatique, elle reçoit son premier Filmfare Awards de la meilleure actrice dans un second rôle, lors de la 4e cérémonie, où elle refuse d'accepter le prix, invoquant le fait que le sien n'était pas un second rôle, devenant ainsi la première personne à refuser un Filmfare Award. Par la suite, Vyjayanthimala apparaît dans une série de films à succès tels que New Delhi (en), Naya Daur (en) et Aasha (en). Elle atteint l'apogée de son succès en 1958, lorsque deux de ses films - Sadhna et Madhumati (en) - deviennent d'énormes succès critiques et commerciaux. Elle est nommée pour deux Filmfare Award de la meilleure actrice pour Sadhna et Madhumati et remporte le prix pour le premier. 
C'est à ce moment-là que Vyjayanthimala fait son retour dans le cinéma tamoul, où elle connait un succès commercial avec Vanjikottai Vaaliban (en), Irumbu Thirai (en), Baghdad Thirudan (en) et ensuite Nilavu (en). En 1961, à l'occasion de la sortie de Ganga Jumna (en) de Dilip Kumar, elle incarne une belle villageoise rustique, Dhanno, qui parle le dialecte awadhi. Les critiques applaudissent sa performance, tandis que certains la qualifient de meilleure à ce jour. Elle remporte son deuxième Filmfare Award de la meilleure actrice pour son rôle dans Ganga Jumna. À partir de 1962, la plupart de ses films obtiennent des résultats moyens ou médiocres au box-office. Cependant, en 1964, avec le succès de Sangam, sa carrière atteint de nouveau le sommet. Elle se réinvente en jouant une jeune Indienne moderne apparaissant dans des costumes révélateurs et un maillot de bain une pièce. Elle reçoit son troisième prix de la meilleure actrice à la 12e cérémonie des Filmfare Awards pour son rôle de Radha dans Sangam. Elle est ensuite acclamée par la critique pour sa performance dans le drama historique Amrapali (en), basé sur la vie de Ambapali, Nagarvadhu, courtisane royale, de Vaisali. Le film reçoit un accueil universel, mais est un énorme échec au box-office, ce qui laisse Vyjayanthimala, qui attendait beaucoup du film, désabusée au point qu'elle décide de quitter le cinéma. À la fin de sa carrière, Vyjayanthimala est surtout vue dans des films à succès commercial comme Suraj (en), Jewel Thief (en) et Prince (en), avec quelques films acclamés par la critique comme Hatey Bazarey (en) et Sunghursh. La plupart de ces films sont sortis après que Vyjayanthimala ait quitté l'industrie cinématographique. 
Outre les films, Vyjayanthimala se concentre principalement sur le Bharata natyam, une forme de danse classique indienne. Après avoir abandonné le cinéma, Vyjayanthimala poursuit sa carrière de danseuse. En outre, elle reçoit, en 1982, le prix Sangeet Natak Akademi, la plus haute reconnaissance indienne accordée aux artistes en exercice, pour sa contribution dans le domaine du Bharata Natyam. Par ailleurs, Vyjayanthimala est une golfeuse passionnée et l'une des plus anciennes de Chennai. Elle a également été présidente de la 48e édition des National Film Awards. 

## Biographie

### Jeunesse

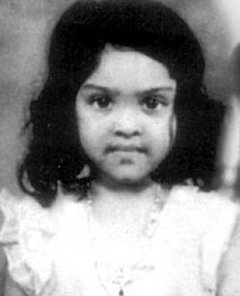
Vyjayanthimala âgée de deux ans.

Vyjayanthimala naît à Triplicane, un quartier de Chennai, près du temple Parthasarathy, dans une famille de brahmanes tamouls Iyengar,. Ses parents sont Mandyam Dhati Raman et Vasundhara Devi (en). Elle est élevée principalement par sa grand-mère, Yadugiri Devi. Ses ancêtres sont originaires de Mysore. Sa mère est une actrice de premier plan du cinéma tamoul, dans les années 1940, où son Mangama Sabatham (en) est le premier film tamoul à être déclaré succès « colossal » au box-office.

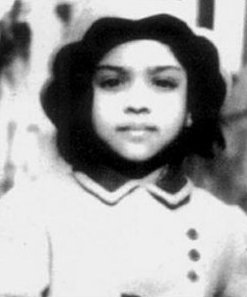
Vyjayanthimala, lors de son voyage en Europe, avec sa famille, sur le bateau italien Bien Camano, à l'âge de 6 ans, en 1939.

À l'âge de sept ans, Vyjayanthimala est choisie pour exécuter une danse indienne classique pour le pape Pie XII alors que sa mère est en audience, en 1940, au Vatican,. Vyjayanthi fréquente l'école secondaire supérieure du Sacré Coeur, du couvent de la Présentation, à Church Park, Chennai. Elle apprend le Bharata natyam auprès du gourou Vazhuvoor Ramiah Pillai et la musique carnatique auprès de Manakkal Sivaraja Iyer.
Elle obtient son Arangetram, à l'âge de 13 ans, et commence à se produire au Tamil Nadu par la suite. Son oncle maternel est le scénariste Y. G. Parthasarathy (en). En 1938, son grand-père, Mandyam Dhati Gopalacharya, ouvre une maison de retraite sur Narayan Shastri Road à Mysore.

### Carrière d'actrice

#### Début de carrière: Débuts et percées dans des films tamouls et télougous (1949-1953)
Vyjayanthimala est considérée comme l'une des meilleures actrices du cinéma indien. Lorsque le réalisateur M. V. Raman cherchait un nouveau visage pour le film Vazhkai d'AVM Productions (en), il remarque Vyjayanthimala donner une représentation de Bharata Natyam au Gokhale Hall de Chennai. Il tente de convaincre sa grand-mère, qui appréhende l'entrée de Vyjayanthimala dans le cinéma car elle pense que cela entraverait son éducation et sa danse. Vyjayanthimala joue le rôle d'une étudiante nommée Mohana Shivashankaralingam et joue avec les acteurs  S. V. Sahasranamam (en), M. S. Draupadi, T. R. Ramachandran (en) et K. Sankarapani. Le film est un grand succès et il est refait en télougou,  un an plus tard, sous le titre Jeevitham avec un casting légèrement différent, à savoir C. H. Narayana Rao (en), S. Varalakshmi et C. S. R. Anjaneyulu (en). Ce film connaît également un grand succès à sa sortie.
Pour la version télougou, Vyjayanthimala fait son propre doublage avec un peu d'aide de son père qui connait bien la langue et la coache pendant le tournage.
Vyjayanthimala fait également une apparition dans le film Vijayakumari, de 1950, dans lequel l'actrice T. R. Rajakumari tient un double rôle . Elle danse pour la chanson laalu...laalu...laalu chorégraphiée par Vedantam Raghavaiah. Bien que le film ne soit pas un succès commercial, sa danse de style occidental devient populaire et est considérée comme l'un des principaux points forts du film.

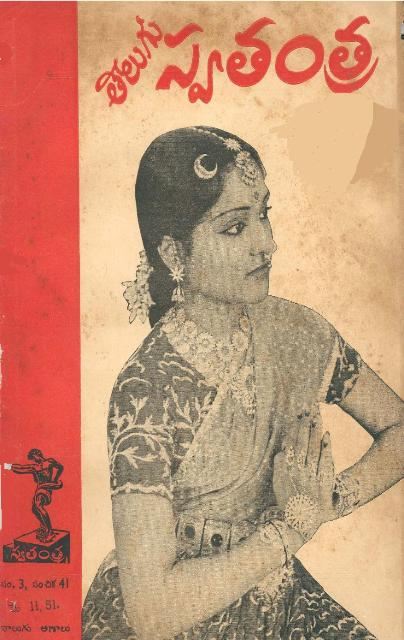
Vyjayanthimala sur la couverture de l'édition de mai 1951 du magazine télougou Swatantra Weekly.

Le succès de son film tamoul Vazhkai en Inde du Sud incite AVM Productions (en) à en faire un remake en hindi, sous le nom de Bahar, en 1951. Pour leur première aventure en hindi, ils ont décidé de confier à nouveau le rôle principal à Vyjayanthimala, avec Karan Dewan, Om Prakash (en) et Pandari Bai (qui a été désignée sous le nom de Padmini dans le film). Elle apprend la langue hindi au Hindi Prachar Sabha afin de doubler sa propre voix pour son personnage dans le film. Dans sa critique, Upperstall.com écrit : « Elle donne vie au film avec ses danses, ce qui était nouveau pour le public nord-indien ». Le film devient le sixième film le plus rentable de 1951 (en) qualifié de succès au box-office.
Après le succès de ses premiers films dans les trois langues, Vyjayanthimala joue de nouveau  dans un film multilingue produit par Avichi Meiyappa Chettiar (en) d'AVM Productions (en). La première version est en tamoul sous le titre Penn (en) où elle partage l'affiche avec Gemini Ganesan, S. Balachander (en) et Anjali Devi. Kalyanam...venum chanté par J. P. Chandrababu (en) pour S. Balachandran est devenu un succès instantané. La deuxième version est en télougou et s'intitule Sangham (en). Elle sort la même année avec Nandamuri Taraka Rama Rao, Vyjayanthimala, S. Balachandran et Anjali Devi dans les rôles principaux. Les films en tamoul et en télougou sont de grands succès dans toute l'Inde du Sud,. Le film est une nouvelle fois adapté en hindi sous le titre Ladki avec Bharat Bhushan (en) et Kishore Kumar, tandis que Vyjayanthimala, accompagnée d'Anjali Devi, reprend son rôle du film original. Sa performance est décrite par Upperstall.com : « Les danses de Vyjayanthimala sont la grâce salvatrice du film, même s'il est involontairement drôle de voir à quel point les séquences qui mènent à ses danses sont délibérées et de mauvais goût... Ladki aussi n'exige pas vraiment de Vyjayanthimala, garçon manqué "féministe", sur le plan histrionique ». Le film devient le deuxième film de 1953 (en) à rapporter le plus de recettes.

#### 1954-1956: Percée et succès critique dans les films hindis
En 1954, Vyjayanthimala joue dans le film magnum opus Nagin avec Pradeep Kumar (en). Le film reçoit des réactions favorables du public et devient le film le plus rentable de 1954 (en), qualifié de superproduction. Sa performance dans le rôle de la cheffe de la tribu Nāga vaut à Mala des commentaires favorables de la part des critiques, comme en 1955, un critique du magazine Filmfare déclare que « Vyjayanthimala dans le rôle titre offre une performance louable en plus d'être ravissante dans le rôle de la belle des collines. Sa danse est également très gracieuse, en particulier dans ces séquences en couleur qui attirent l'œil et dans les délicieux ballets de la fin », tandis que dans la revue The Hindu, Vijay Lokapally loue également son interprétation : « L'éthérée Vyjayanthimala, âgée d'à peine 18 ans, illumine l'écran de sa beauté stupéfiante, se déplaçant avec délicatesse d'une chanson à l'autre... Les plans rapprochés de Vyjayanthimala mettent en évidence sa capacité à transmettre tant de choses avec si peu d'efforts... Nagin est un précurseur de son ascension dans le cinéma hindi en tant qu'actrice emblématique, qui a combiné ses talents, l'interprétation et la danse, pour régner sur l'écran à sa façon... les plus grandes valeurs de rappel de Nagin sont Vyjayanthimala »,.
Après Nagin, Vyjayanthimala s'impose comme l'une des principales actrices de Bollywood grâce au succès national du film. La musique de Hemant Kumar et sa danse sur la chanson Man Dole, Mera tan dole, interprétée par Lata Mangeshkar, sont l'un des moments forts du film.
La même année, elle joue dans Miss Mala avec Kishore Kumar, qui est un succès au box-office. Vyjayanthimala fait ses débuts dans le cinéma kannada avec un film appelé Asha Nirasha, produit par G. D. Venkatram. Le film a Lata Mangeshkar, Asha Bhosle et Mohammed Rafi comme chanteurs de playback, mais le film n'est pas diffusé , bien que le fils du producteur, Srikant Venkatram, affirme que le film est sorti et a fait un misérable flop au box-office, ce qui l'a rendu obscur.
En 1955, Vyjayanthimala joue dans cinq films à Bollywood. Le premier est Yasmin (en) du réalisateur Abdur Rashid Kardar (en), aux côtés de l'acteur Suresh, qui a remporté le Filmfare Award de la meilleure photographie, pour Dwarka Divecha. En outre, elle joue également dans trois autres films, à savoir Pehli Jhalak avec Kishore Kumar, Sitara avec Pradeep Kumar (en) et Jashan avec Karan Dewan. Finalement, ses quatre films, sortis en 1955, ont tous échoué au box-office. 
La même année, Bimal Roy lui confie le rôle de Chandramukhi (en) aux côtés de Dilip Kumar dans le film Devdas, adapté du roman de Saratchandra Chattopadhayay portant le même titre et acclamé par la critique. Au départ, l'industrie n'est pas favorable à ce choix lorsqu'elle entend parler de Vyjayanthimala, dans le film de Bimal Roy, la réponse est : « Pourquoi ne pas prendre le comédien Kishore Kumar dans le rôle de Devdas ? ». Initialement, Nargis est sélectionnée pour le rôle de Chandramukhi, mais elle refuse le rôle. Celui-ci est ensuite proposé à Bina Rai et Suraiya, mais elles refusent également car elles veulent jouer le rôle principal de Paro, qui avait été proposé à Meena Kumari. Par la suite, l'unité du film souffre d'une crise financière et c'est à ce moment-là que Vyjayanthimala propose de jouer le rôle de Chandramukhi, où elle dit à Bimal Roy, « Je suis prête si vous pensez que je peux le faire ». D'autre part, Nabendu Ghosh (en), le scénariste de Devdas, déclare : « Je n'approuvais pas Vyjayanthimala [dans le rôle de Chandramukhi], mais nous n'avions pas le choix - personne ne voulait jouer Chandramukhi, et nous étions engagés envers nos distributeurs... Elle était bien sûr une très bonne actrice, mais elle était trop jeune pour Chandramukhi, tel que l'envisageait Saratbabu. ». À propos de sa performance, Rediff écrit : « Vyjayanthimala imprègne Chandramukhi d'une véritable sympathie. Qui mieux que Chandramukhi connaîtrait la douleur d'un amour sans espoir ?.... Vyjayanthimala, une star après le blockbuster Nagin, devait encore établir ses références d'actrice lorsque Roy est allé à contre-courant en lui confiant le rôle de Chandramukhi. ». Par la suite, elle remporte le Filmfare Award de la meilleure actrice dans un second rôle mais elle refuse de l'accepter, déclarant que son rôle était un rôle principal et d'importance égale à celui joué par Suchitra Sen et non un rôle secondaire. En 2006, un sondage, réalisé par Rediff, classe son rôle de Chandramukhi comme l'un des meilleurs personnages de Tawaif (en) à Bollywood. Par la suite, le même rôle est listé par Nikhat Kazmi (en) dans l'article de The Times of India « 10 prostituées de celluloïd que vous avez aimées » à la sixième place. Bien que le film ait été un succès critique, il ne recueille pas beaucoup de soutien au box-office et  finit 10e film le plus rentable de 1955, avec un verdict moyen.
Après avoir été reconnue comme une actrice compétente, avec Devdas, Vyjayanthimala joue dans des films à succès, en 1956, à savoir Taj, Patrani (en) et Anjaan : Somewhere in Dehli - tous trois avec Pradeep Kumar (en) comme héros et Kismet Ka Khel avec Sunil Dutt. La même année, elle joue également dans le film de cape et d'épée Devta (en), qui est un remake du film tamoul à succès Kanavaney Kankanda Deivam, mais de façon surprenante, elle accepte un second rôle de femme fatale, qui est à l'origine tenu par Lalitha, dans la version tamoule.
Cependant, selon Upperstall.com, son rôle est crucial dans le film et son interprétation de Naag Rani accompagnée de sa danse est la principale attraction du film. Gemini Ganesan et Anjali Devi jouent également dans le film, reprenant leurs rôles principaux de l'original. Pendant ce temps, Sohrab Modi l'engage pour son film Rajhath face à Pradeep Kumar (en). Cependant, en raison de problèmes d'emploi du temps, elle est remplacée par Madhubala. Vyjayanthimala joue ensuite à nouveau avec Kishore Kumar dans le film comique New Delhi (en), qui devient le cinquième film le plus rentable de 1956, un succès au box-office. Le film met en scène un amour qui naît entre un garçon du Pendjab, joué par Kishore Kumar, et une fille tamoule, jouée par Vyjayanthimala. Sa performance est applaudie par les fans et les critiques ; une critique sur Upperstall.com concernant sa performance dans ce film déclare que : « Vyjayanthimala s'avère être le parfait faire-valoir pour Kishore Kumar... a toujours eu la séquence de danse obligatoire dans pratiquement chacun de ses films évoquant des associations d'art classique. Elle excelle dans les deux principales danses de New Delhi - le numéro solo de bharat natayam Aliruppu et la danse folklorique Bhangra dans son avatar Punjabi et elle est absolument brillante dans la danse folklorique Bhangra... dans son second avatar. Même Vyjayanthimala a joué une fille Punjabi et avec beaucoup de succès ». Par la suite, elle fait un film tamoul intitulé Marma Veeran (en), avec Sriram, Rajasulochana, M. N. Rajam (en), J. P. Chandrababu (en) et Chittor V. Nagaiah (en). Dans ce film, certains des acteurs les plus connus de l'Inde du Sud, comme Nandamuri Taraka Rama Rao, Sivaji Ganesan et Gemini Ganesan, font une courte apparition.

#### 1957-58: Succès et célébrité dans les films hindis
En 1957, le réalisateur B. R. Chopra envisage de tourner Naya Daur (en), avec Ashok Kumar dans le rôle principal. Cependant, l'acteur refuse le rôle et il est attribué plus tard à Dilip Kumar. Pour le premier rôle féminin, le premier choix du réalisateur est la plus grande actrice vedette de l'époque, Madhubala. Mais le destin veut qu'après 15 jours de tournage initial à Mumbai, le réalisateur souhaite que l'équipe se rende à Bhopal pour un tournage prolongé en extérieur. Cependant, Ataullah Khan, le père de Madhubala, s'y oppose et le rôle est attribué à Vyjayanthimala. Chopra a ensuite poursuivi Madhubala pour l'avance en espèces qu'elle avait reçue de lui pour le film, affirmant qu'elle avait accepté la somme et qu'elle n'avait plus l'intention de le terminer. Vyjyanthimala avait déjà joué avec Dilip Kumar dans Devdas et le duo partageait une chimie facile à l'écran. Le nouveau film, Naya Daur, avait pour thème L'homme contre la machine, et l'interprétation de Vyjyanthimala , de la belle du village, Rajni, est bien accueillie par la critique. Une critique de Rediff dit que  « Vyjayanthimala n'est pas non plus la pétulante "gaon ki gori" habituelle. Elle incarne avec talent une travailleuse pratique qui a des idées sur la façon de traverser un ruisseau à gué et qui risque sa vie pour sauver le pont... une scène magnifique entre deux stars dont l'alchimie est indéniable » tandis que le critique Taran Adarsh de Bollywood Hungama mentionne que « Les relations [Dilip Kumar-Vyjayantimala] sont tellement humaines et crédibles ». À la fin de son exploitation en salles, le film a récolté environ 54 000 000 ₹, devenant ainsi le deuxième film le plus rentable de 1957, juste derrière Mother India, acclamé par la critique, qui est devenu le film le plus rentable de Bollywood à l'époque.
Après cela, Vyjayanthimala a failli signer pour le rôle principal dans Tumsa Nahin Dekha (en), un film du studio Filmistan (en) face à Dev Anand, en 1957, mais en raison de la promesse du producteur Sashadhar Mukherjee (en) faite à l'acteur Shammi Kapoor, il remplace Dev Anand par Shammi Kapoor. Cependant, le réalisateur Nasir Hussain était dans l'embarras car il avait déjà lu le script à Dev Anand et Vyjayanthimala, mais Mukerji l'a emporté et il a également remplacé Vyjayanthimala par Ameeta (en), qui était la protégée du propriétaire des studios Filmistan, Tolaram Jalan. 45[Quoi ?]. La sortie suivante de Vyjayanthimala est Kathputli (en), dans lequel elle partage la vedette, pour la première fois, avec l'acteur Balraj Sahni.